# Bơi nghệ thuật tại Đại hội Thể thao Đông Nam Á 2001
Bơi nghệ thuật tại Đại hội Thể thao Đông Nam Á năm 2001 được tổ chức từ ngày 16 đến 17 tháng 9 năm 2001 tại National Aquatics Centre, Khu Liên hợp Thể thao Quốc gia, Kuala Lumpur, Malaysia. Đây là một trong bốn môn thể thao dưới nước  tại SEA Games 21, cùng với môn bơi lội, nhảy cầu và bóng nước. Các nội dung thi đấu bao gồm biểu diễn cá nhân (solo) và biểu diễn đôi (duet) dành cho nữ. Đoàn chủ nhà Malaysia giành trọn 2 huy chương vàng tại môn này.

## Quốc gia tham dự
Tổng cộng có 13 vận động viên đến từ 5 quốc gia tham gia tranh tài ở môn bơi nghệ thuật tại Đại hội Thể thao Đông Nam Á năm 2001.
- Indonesia (2)
- Malaysia (2)
- Singapore (3)
- Thái Lan (3)
- Việt Nam (3)

## Tóm tắt kết quả

### Bảng huy chương
| Hạng               | Đoàn               | Vàng | Bạc | Đồng | Tổng số |
| ------------------ | ------------------ | ---- | --- | ---- | ------- |
| 1                  | Malaysia           | 2    | 1   | 0    | 3       |
| 2                  | Indonesia          | 0    | 1   | 1    | 2       |
| 3                  | Việt Nam           | 0    | 0   | 1    | 1       |
| Tổng số (3 đơn vị) | Tổng số (3 đơn vị) | 2    | 2   | 2    | 6       |

### Nữ
| Event | Vàng                                                 | Bạc                                             | Đồng                                                  |
| ----- | ---------------------------------------------------- | ----------------------------------------------- | ----------------------------------------------------- |
| Solo  | Suzanna Ghazali Bujang · Malaysia                    | Sara Kamil Yusof · Malaysia                     | Merlin Anggreny · Indonesia                           |
| Duet  | Suzanna Ghazali Bujang · Sara Kamil Yusof · Malaysia | Tyas Titisari · and Merlin Anggreny · Indonesia | Nguyen Nhu Thuy Duong · Le Thi Huyen Trang · Việt Nam |